# Laura Muñoz Liaño
Laura Muñoz Liaño (n. Sevilla; 1976) es una guionista, directora y productora española.

## Biografía
Laura Muñoz Liaño es una guionista y directora española que comenzó su trayectoria artística en 2002. Es miembro de la Academia de las Artes y las Ciencias Cinematográficas de España en la especialidad de guion.
Su primer trabajo fue el guion original de Violetas que ha conseguido hasta la fecha dos premios (ver abajo).
Miembro de CIMA (Asociación de Mujeres Cineastas y de Medios Audiovisuales).
Formó parte del Jurado para las Ayudas al Desarrollo de Guiones y de proyectos del Instituto de la Cinematografía y las Artes Audiovisuales (ICAA)(Ministerio de Cultura)
Su último trabajo como directora y guionista ha sido para SPAL FILMS(Antonio Pérez) en 2023 con el documental JESUCRISTO FLAMENCO WORKSHOP. Documental sobre el proceso creativo de una ópera flamenca para el cine que producirá Antonio Pérez y que contará con el director musical Alfonso Casado, el compositor Pepe Begines y el letrista Juanjo Téllez. En el documental participaron estrellas de la talla de Arcángel, Carmen Linares, David Palomar y Carmen Escudero. Estrenado en la sección Panorama Andaluz de la XX edición del Festival de Cine de Sevilla 2023. 

## Premios
Premio para VIOLETAS a la mejor película en el Festival Inquiet de Valencia 2009
Premio para VIOLETAS a la mejor película del Jurado Joven en el Zoom Igualada Festival 2009
Selección JESUCRISTO FLAMENCO WORKSHOP en la XX Edición Festival de Cine Europeo de Sevilla 2023 en la sección Panorama Andaluz 

## Filmografía
| Año  | Película                                  | Modo                  |
| ---- | ----------------------------------------- | --------------------- |
| 2008 | Violetas                                  | Guionista             |
| 2023 | Jesucristo Flamenco Workshop (Documental) | Directora y guionista |